# Leiostyla abbreviata
Leiostyla abbreviata é uma espécie de gastrópode  da família Pupillidae.
É endémica de Portugal.